# (35080) 1990 QH8
1990 QH8 (asteroide 35080) é um asteroide da cintura principal. Possui uma excentricidade de 0.24839670 e uma inclinação de 1.60272º.
Este asteroide foi descoberto no dia 16 de agosto de 1990 por Eric Walter Elst em La Silla.